# トヨタ・1NZ-FE
トヨタ・1NZ-FEは、トヨタ自動車の主力エンジンの内の一つ、NZエンジンの内の一形式。主な搭載車種は同社のカローラシリーズ、プレミオ、アリオン、ヴィッツ、プラッツ、オーリス、シエンタ、プロボックス、ラクティス、富士重工業（現・SUBARU）のトレジア、マツダのファミリアバンなどと乗用車、商用車問わず多くの車種に幅広く搭載されている。

## 概要

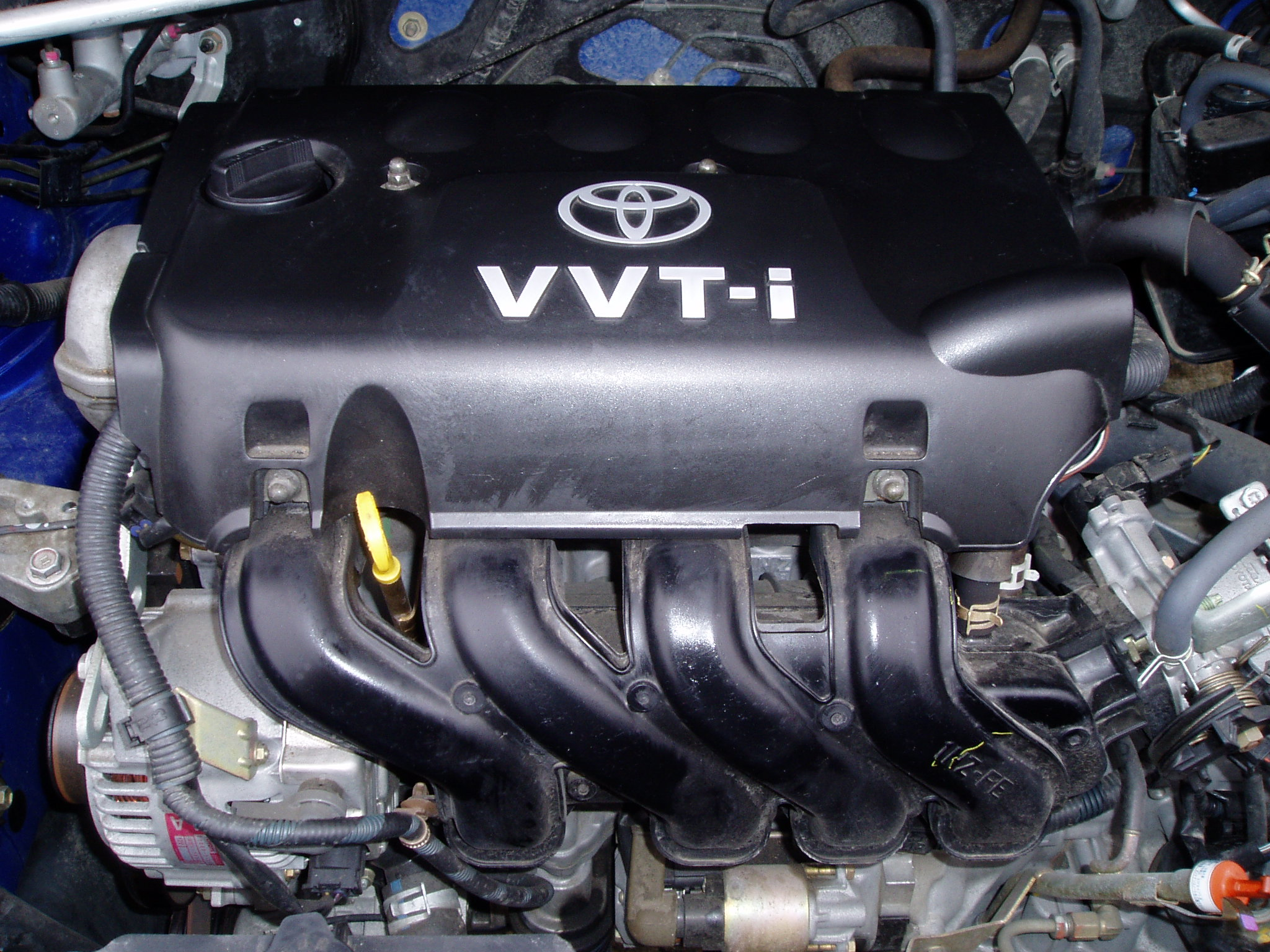
1NZ-FE（写真は直押し式バルブ駆動仕様。ローラー・ロッカーアーム式バルブ駆動仕様は、シリンダーヘッドおよび樹脂製シリンダーヘッドカバーの形状、更にスパークプラグのサイズが異なる。なお、ローラー・ロッカーアーム式バルブ駆動仕様は専用のイリジウムスパークプラグが標準で採用される）

本機は高膨張比（ミラーサイクル）仕様である1NZ-FXE型（プリウスに搭載されたエンジン）の通常圧縮（オットー）仕様である。直列4気筒1,500cc横置き前輪駆動用DOHC16バルブ自然吸気ガソリンエンジンで、同じく1,500cc、直列4気筒DOHC16バルブガソリンエンジン5A-FEおよび5E-FEの後継にあたる。
小型化および軽量化を前提とした設計のため、シリンダーブロックからシリンダーヘッドにかけてアルミダイキャストが用いられている。既存の1ZZ-FEエンジン（1,800cc）同様、ロングストロークにより特に実用域でのトルクを得ているのが特徴で、信頼性および経済性、耐久性に秀でている。なおこのエンジンのスケールダウン版として1,300ccの2NZ-FEがある。こちらは1,300cc、直列4気筒DOHC16バルブガソリンエンジン4E-FEの後継にあたる。
初搭載は、1999年8月30日登場のファンカーゴの2WDおよび4WD車、プラッツの2WD車。その後、カローラシリーズ、プレミオ、アリオン、ヴィッツ、オーリス、シエンタ、プロボックス等と多くの車種に幅広く搭載されている。
右の写真から分かるように、連続可変バルブタイミングシステムであるVVT-iを採用する。バルブ駆動に関しては直押し（ダイレクトアタック）方式とローラー・ロッカーアーム方式の仕様が混在する。ローラー・ロッカーアーム仕様はシエンタ（2003年9月）の前輪駆動車に最初に搭載され、次いで2004年4月のマイナーチェンジされた9代目カローラシリーズ（E120系、カローラスパシオを除く）の前輪駆動車の4速オートマチックトランスミッション車に搭載。以降は10代目カローラアクシオ（E140系、セダンの今回からの呼び名）および同10代目カローラフィールダー（E140G系カローラワゴン。フィールダーとしては2代目）の1,500cc全車、カローラルミオン（E150N系）の1,500cc全車、オーリス（E150H系）の1,500cc全車、2代目（CP90系）ヴィッツの1,500cc車、2代目プレミオ（T260系）および同2代目アリオン（T260系）の1,500cc全車、ラクティスの1,500ccの前輪駆動車に搭載されていた（2009年1月現在）。なお新仕様の1NZ-FEが導入後も車種や駆動方式によっては旧来の1NZ-FEから変更がないケースも存在する。
改良された1NZ-FEはローラー・ロッカーアーム方式への変更以外に電子制御スロットルの採用、ピストン周りの改良による各部フリクションの低減の他、EGRシステムの追加、吸気バルブの閉弁時期を従来の52度から72度（VVT-i最遅角時）へ遅らせることでポンピングロスを低減させるなど、多岐にわたり改良されている。ロッカーアームへの変更に関連してバルブ挟み角も同社の既存のハイメカツインカムエンジン並に狭角化されている。
2012年5月にフルモデルチェンジした11代目カローラアクシオ（E160系、アクシオとしては2代目）／カローラフィールダー（E160G系、フィールダーとしては3代目）の1,500cc 2WDのCVT車両では、更なる改良がなされた1NZ-FEが搭載された。主な改良点としてはEGRクーラーを二重管タイプからラジエタータイプへ変更すること冷却能力の向上、それに関連して圧縮比を10.5から11.0に上げている。また吸気バルブの閉弁時期を82度（VVT-i最遅角時）と更に遅閉じとし、よりアトキンソンサイクルに近づける形で吸気損失の低減が図られている。カローラ以外では2012年7月にフルモデルチェンジした2代目ポルテ（2WD）とその姉妹車となる新型車スペイド（2WD）および同年8月にフルモデルチェンジしたオーリス（2WD）、同年7月に一部改良が行われたラクティス（2WD）、同年12月に一部改良が行われたプレミオ／アリオンの各1500cc車、2014年8月に大規模なマイナーチェンジが行われたプロボックスの1,500cc車（2WD）、およびサクシード（2WD）、そして2018年2月にコンフォート教習車の事実上の後継となるトヨタ教習車（E160系改）にそれぞれ搭載された（2019年9月現在）。
かつてのトヨタエンジンの命名法則では、「F」の付く型番はハイメカツインカムであったが、この世代のエンジンでは既にハイメカツインカムは採用されておらず、1NZ-FEも一般的なDOHCエンジンである。この世代では、5A-FEなどのハイメカツインカムとの差異はシザーズギア（例として「5A-FE」の場合はカムシャフトはゴム製タイミングベルトによる駆動方式）を全く用いず、狭角バルブはそのままに本来のDOHCと同じ機構（例として「1NZ-FE」の場合はタイミングチェーンによる駆動方式）を採用している点にある。

## 系譜
※乗用車用に限り記述
- R系（1953年）→2R系（1963年）→1A系（1978年）→3A系（1979年）→5A系（1987年）→1NZ系（1997年）→M15A系（2020年）※これより直列3気筒[1]
- 3E系（1986年）→5E系（1990年）→1NZ系（1997年）→2NR系[2]（2010年）→M15A系（2020年）※これより直列3気筒

## スペック

### 2000年8月28日発売のカローラセダン、カローラフィールダー搭載時
- 排気量 1,496cc
- 内径×行程:75.0mm×84.7mm
- 圧縮比 10.5
- 最高出力 110PS（81kW）/6,000rpm（4WDは105PS/6,000rpm）
- 最大トルク 14.6kg・m（143N-m）/4,200rpm（4WDは14.1kg・m/4,200rpm）
- 平成12年排出ガス基準25%低減レベル達成
- 平成22年度燃費基準達成（2WDの4AT車）
- 平成22年度燃費基準+5%達成（2WDの5MT車）

### 2001年12月25日発売のプレミオ、アリオン搭載時
- 排気量 1,496cc
- 内径×行程:75.0mm×84.7mm
- 圧縮比 10.5
- 最高出力 109PS/6,000rpm
- 最大トルク 14.4kg・m/4200rpm
- 平成12年排出ガス基準75%低減レベル達成
- 平成17年排出ガス基準50%低減レベル達成
- 平成22年度燃費基準達成

### 2002年7月2日発売のサクシードワゴン、プロボックスワゴン搭載時
- 排気量 1,496cc
- 内径×行程:75.0mm×84.7mm
- 圧縮比 10.5
- 最高出力 109PS/6,000rpm（4WDは105PS/6,000rpm）
- 最大トルク 14.4kg・m/4,200rpm（4WDは14.1kg・m/4,200rpm）
- 平成12年排出ガス基準75%低減レベル達成
- 平成17年排出ガス基準50%低減レベル達成
- 平成22年度燃費基準達成
- 平成22年度燃費基準+5%達成（プロボックスワゴンの2WDの5MT車）

### 2003年5月12日発売のラウム、2004年7月26日発売のポルテ搭載時
- 排気量 1,496cc
- 内径×行程:75.0mm×84.7mm
- 圧縮比 10.5
- 最高出力 109PS/6,000rpm（4WDは105PS/6,000rpm）
- 最大トルク 14.4kg・m/4,200rpm（4WDは14.1kg・m/4,200rpm）
- 平成12年排出ガス基準75%低減レベル達成
- 平成17年排出ガス基準50%低減レベル達成
- 平成22年度燃費基準達成（2WD）

### 2003年9月29日発売のシエンタ搭載時
- 排気量 1,496cc
- 内径×行程:75.0mm×84.7mm
- 圧縮比 10.5
- 最高出力 110PS/6,000rpm（4WDは105PS/6,000rpm）
- 最大トルク 14.4kg・m/4,400rpm（4WDは14.1kg・m/4,200rpm）
- 平成12年排出ガス基準75%低減レベル達成（4WDおよび2005年7月生産分までの2WD）
- 平成17年排出ガス基準75%低減レベル達成（2005年8月生産分以降の2WD）
- 平成22年度燃費基準+5%達成（4WD）
- 平成22年度燃費基準+15%達成（2WD）

### 2006年10月10日発売のカローラアクシオ、カローラフィールダー、同年10月23日発売のオーリス搭載時
- 排気量 1,496cc
- 内径×行程:75.0mm×84.7mm
- 圧縮比 10.5
- 最高出力 110PS/6,000rpm（4WDは105PS/6,000rpm）
- 最大トルク 14.3kg・m/4,400rpm（4WDは13.8kg・m/4,200rpm）
- 平成12年排出ガス基準75%低減レベル達成
- 平成17年排出ガス基準75%低減レベル達成
- 平成22年度燃費基準達成（カローラアクシオの4WD）
- 平成22年度燃費基準+5%達成（カローラアクシオ／フィールダーの各2WDの5MT車）
- 平成22年度燃費基準+10%達成（カローラアクシオ／フィールダー、オーリスの各2WDのCVT車）
- 平成22年度燃費基準+15%達成（カローラフィールダー、オーリスの各4WD）

### 2007年6月4日発売のプレミオ、アリオン搭載時
- 排気量 1,496cc
- 内径×行程:75.0mm×84.7mm
- 圧縮比 10.5
- 最高出力 110PS/6,000rpm
- 最大トルク 14.3kg・m/4,400rpm
- 平成12年排出ガス基準75%低減レベル達成
- 平成17年排出ガス基準75%低減レベル達成
- 平成22年度燃費基準+10%達成

### 2007年10月9日のカローラルミオン搭載時
- 排気量 1,496cc
- 内径×行程:75.0mm×84.7mm
- 圧縮比 10.5
- 最高出力 110PS/6,000rpm
- 最大トルク 14.3kg・m/4,400rpm
- 平成12年排出ガス基準75%低減レベル達成
- 平成17年排出ガス基準75%低減レベル達成
- 平成22年度燃費基準+20%達成

### 2012年5月11日のカローラアクシオ、カローラフィールダー搭載時
- 排気量 1,496cc
- 内径×行程:75.0mm×84.7mm
- 圧縮比 11.0（5MT、4WDは10.5）
- 最高出力 109PS/6,000rpm（4WDは103PS）
- 最大トルク 13.9kg・m/4,800rpm（5MTは14.1kg・m/4,400rpm、4WDは13.5kg・m/4,400rpm）
- 平成17年排出ガス基準75%低減レベル達成（全車）
- 平成27年度燃費基準達成（2WDのCVT車）
- 平成27年度燃費基準+10%達成（2WDのCVT車アイドルストップ付）

### 2012年7月23日のポルテ、スペイド搭載時
- 排気量 1,496cc
- 内径×行程:75.0mm×84.7mm
- 圧縮比 11.0（4WDは10.5）
- 最高出力 109PS/6,000rpm（4WDは103PS）
- 最大トルク 13.9kg・m/4,800rpm（4WDは13.5kg・m/4400rpm）
- 平成17年排出ガス基準75%低減レベル達成（全車）
- 平成27年度燃費基準達成（2WD）
- 平成27年度燃費基準+10%達成（2WDアイドルストップ付）

### 2012年8月20日のオーリス搭載時
- 排気量 1,496cc
- 内径×行程:75.0mm×84.7mm
- 圧縮比 11.0（4WDは10.5）
- 最高出力 108PS/6,000rpm（4WDは105PS）
- 最大トルク 13.9kg・m/4,800rpm（4WDは13.8kg・m/4,400rpm）
- 平成17年排出ガス基準75%低減レベル達成（全車）
- 平成27年度燃費基準達成（2WD）
- 平成27年度燃費基準+10%達成（2WDアイドルストップ付）

### 2014年8月6日のプロボックス、サクシード、2018年6月21日のマツダ・ファミリアバン搭載時
- 排気量 1,496cc
- 内径×行程:75.0mm×84.7mm
- 圧縮比 11.0（4WDは10.5）
- 最高出力 109PS/6,000rpm（4WDは103PS）
- 最大トルク 13.9kg・m/4,800rpm（4WDは13.5kg・m/4,400rpm）
- 平成17年排出ガス基準75%低減レベル達成（全車）
- 平成27年度燃費基準達成（4WD車）
- 平成27年度燃費基準+10%達成（2WD車）

### 2018年2月1日のトヨタ教習車搭載時
- 排気量 1,496cc
- 内径×行程:75.0mm×84.7mm
- 圧縮比 11.0（5MTは10.5）
- 最高出力 109PS/6,000rpm
- 最大トルク 13.9kg・m/4,800rpm（5MTは14.1kg・m/4,400rpm）
- 平成17年排出ガス基準75%低減レベル達成（全車）
- 平成27年度燃費基準達成（CVT車のみ）

## 搭載車種（国外向け・過去のものも含む）
- ヴィッツ（初代 - 3代目中期型一般モデルおよびRS/GR/GR Sport 、ヤリスを含む）
- ファンカーゴ（ヤリスヴァーソを含む）
- プラッツ（エコーを含む）
- bB（初代）
- ist
- ヴィオス
- ポルテ（初代 - ）※2015年7月の改良後の2代目より4WD車のみ
- スペイド ※2015年7月の改良後より4WD車のみ
- サクシード
- プロボックス
- ラクティス
- シエンタ（初代 - ）※2代目は4WD車のみ
- WiLL Vi
- WiLL VS
- WiLLサイファ
- ラウム（2代目 - ）
- カローラシリーズ（9代目 - 、アレックスを含む）※シリーズ11代目（2代目アクシオ/3代目フィールダー）の2015年3月改良以降は2WD車のCVT仕様を除く
  - トヨタ教習車 ※2代目カローラアクシオの同型車種
  - 光岡・ガリュー2-04（ガリュークラシック、ミツオカリムジン(おくりぐるま) type2-04を含む）
  - 光岡・ヌエラ6-02セダン/ワゴン
  - 光岡・リューギセダン/リューギワゴン ※セダンの2015年7月改良以降は2WD車のCVT仕様を除く
- オーリス
- アリオン
- プレミオ
- スバル・トレジア
- マツダ・ファミリアバン（4代目）